# روتلینا
روتلینا (نام علمی: Rutelinae) نام یک زیرخانواده از تیره سرگین‌چرخانان است.